# Чеслав Міхневич
Чеслав Міхневич (пол. Czesław Michniewicz, [ˈt͡ʂɛswaf mʲixˈɲɛvʲit͡ʂ], нар. 12 лютого 1970, Березовка) — польський футболіст, що грав на позиції воротаря. Після завершення ігрової кар'єри — тренер.

## Ігрова кар'єра
Народився 12 лютого 1970 року в місті Березовка на території Білоруської РСР, коли його мати відвідувала там родину, але виріс у Біскупці, Польща. Вихованець футбольної школи клубу «Осса» (Біскупець Поморський), після чого грав на дорослому рівні за нижчолігові команди «Балтик» (Гдиня) та «Полонія» (Гданськ).
1996 року перейшов до клубу «Аміка», за який відіграв 4 сезони будучи дублером Ярослава Стружинського. За цей час тричі виборював титул володаря Кубка Польщі та двічі ставав володарем Суперкубка Польщі, при цьому у розіграші 1999 року був основним воротарем. Завершив професійну кар'єру футболіста виступами за команду «Аміка» (Вронкі) у 2000 році, зігравши за цей час лише 9 ігор у вищому дивізіоні країни.

## Кар'єра тренера
По завершенні кар'єри залишився у клубі «Аміка» і 1999 по 2002 рік був головним тренером резервної команди, після чого працював тренером воротарів основної команди.
У вересні 2003 року став головним тренером команди «Лех» (Познань) і тренував команду з Познані три роки, вигравши у 2006 році з командою Кубок і Суперкубок Польщі. Після цього з 3 жовтня 2006 по 22 жовтня 2007 року очолював тренерський штаб клубу «Заглемб'є» (Любін), який привів до титулу чемпіона Польщі сезону 2006/07.
В подальшому очолював низку польських клубів: «Арка», «Відзев», «Ягеллонія», «Полонія», «Подбескідзе», «Погонь» (Щецин) та «Нецєча», але серйозних результатів не здобував.
7 липня 2017 року він був представлений новим головним тренером молодіжної збірної Польщі. Вигравши у плей-оф кваліфікації у Португалії, Міхневич вивів Польщу вперше з 1994 року на молодіжний чемпіонат Європи 2019 року в Італії. Там команда здобула перемоги у двох перших матчах проти Бельгії (3:2) та господарів Італії (1:0), втім зазнавши розгромної поразки 0:5 у третій грі від Іспанії поляки стали лише третіми у групі і не вийшли в плей-оф. 
У жовтні 2020 року, невдовзі після призначення головним тренером варшавської «Легії», залашив тренерський штаб польської молодіжки. Вже за результатами сезону 2020/21 здобув другий у своїй тренерській кар'єрі титул чемпіона Польщі.
Із 31 січня 2022 року по кінець року очолював тренерський штаб збірної Польщі з футболу.

## Титули і досягнення

### Як гравця
- Володар Кубка Польщі (3):

«Аміка»: 1997–98, 1998–99, 1999–00
- Володар Суперкубка Польщі (2):

«Аміка»: 1998, 1999

### Як тренера
- Чемпіон Польщі (2):

«Заглемб'є» (Любін): 2006–07
«Легія»: 2020–21
- Володар Кубка Польщі (1):

«Лех» (Познань): 2003–04
- Володар Суперкубка Польщі (2):

«Лех» (Познань): 2004
«Заглемб'є» (Любін): 2007